# بخش پارکمن (شهرستان گیگا، اوهایو)
بخش پارکمن (به انگلیسی: Parkman Township) یک منطقهٔ مسکونی در ایالات متحده آمریکا است که در شهرستان جی‌آگو، اوهایو واقع شده‌است.
 بخش پارکمن ۶۹٫۹ کیلومتر مربع مساحت و ۴٬۱۳۶ نفر جمعیت دارد و ۳۶۵ متر بالاتر از سطح دریا واقع شده‌است.